# Distrikt Pakwach
Pakwach ist ein Distrikt in Norduganda. Die Hauptstadt des Distrikts ist Pakwach.

## Lage
Der Distrikt Pakwach grenzt im Westen an den Distrikt Nebbi, im Norden an den Distrikt Arua, im Osten an den Distrikt Nwoya, im Südosten an den Distrikt Buliisa und im Süden an die DR Kongo.
Die Stadt Pakwach, in der sich der Bezirkssitz befindet, liegt etwa 20 Straßenkilometer östlich von Nebbi, der nächstgelegenen größeren Stadt. Sie liegt etwa 131 Straßenkilometer südöstlich von Arua, der größten Stadt in der Subregion West-Nil. Pakwach liegt etwa 370 Straßenkilometer nordwestlich von Kampala, der Hauptstadt und größten Stadt Ugandas.

## Geschichte
Der Distrikt entstand 2018 aus Teilen des Distrikts Nebbit.

## Demografie
Die Bevölkerungszahl wird für 2020 auf 196.800 geschätzt. Davon lebten im selben Jahr 14,6 Prozent in städtischen Regionen und 85,4 Prozent in ländlichen Regionen.
| Jahr | Einwohner |
| ---- | --------- |
| 1969 | 49.513    |
| 1980 | 55.241    |
| 1991 | 69.763    |
| 2002 | 99.478    |
| 2014 | 158.037   |

## Wirtschaft
Subsistenzlandwirtschaft und Tierhaltung sind die wichtigsten wirtschaftlichen Aktivitäten im Distrikt Pakwach.